# Стефан-Караджово
Стефан-Караджово (болг. Стефан Караджово) — село в Болгарии. Находится в Ямболской области, входит в общину Болярово. Население составляет 508 человек.
Ранее — Ичме. Переименовано в честь уроженца села Стефана Караджа, болгарского национального героя, революционера, участника национально-освободительного движения в Болгарии и Румынии, видного лидера восстания против Османской империи.

## Политическая ситуация
В местном кметстве Стефан-Караджово, в состав которого входит Стефан-Караджово, должность кмета (старосты) исполняет Трифон Милчев Николов (Болгарская социалистическая партия (БСП)) по результатам выборов правления кметства.
Кмет (мэр) общины Болярово — Христо Димитров Христов (Болгарская социалистическая партия (БСП)) по результатам выборов в правление общины.